# Stugsjön (Bollnäs socken, Hälsingland, 677906-151645)
Stugsjön är en sjö i Bollnäs kommun i Hälsingland vid Mödängsbo och ingår i Testeboåns huvudavrinningsområde. Sjön är 9,3 meter djup, har en yta på 0,178 kvadratkilometer och befinner sig 361,1 meter över havet. Sjön avvattnas av vattendraget Saggån.

## Delavrinningsområde
Stugsjön ingår i det delavrinningsområde (677901-151604) som SMHI kallar för Utloppet av Stugsjön. Medelhöjden är 368 meter över havet och ytan är 0,49 kvadratkilometer. Räknas de 3 avrinningsområdena uppströms in blir den ackumulerade arean 12,13 kvadratkilometer. Saggån som avvattnar avrinningsområdet har biflödesordning 2, vilket innebär att vattnet flödar genom totalt 2 vattendrag innan det når havet efter 99 kilometer. Avrinningsområdet består mestadels av skog (65 procent). Avrinningsområdet har 0,17 kvadratkilometer vattenytor vilket ger det en sjöprocent på 34,5 procent.